# ایوریندی
ایوریندی (به ترکی استانبولی: İvrindi) یک منطقهٔ مسکونی در ترکیه است که در استان بالیکسیر واقع شده‌است.